# Mnjovniki (metrostation BKL)
Mnjovniki (Russisch: Мнёвники ) is een metrostation aan de Grote Ringlijn van de Moskouse metro dat op 1 april 2021 werd geopend.  

## Geschiedenis
Voor het project zijn de namen Mnjovniki en Nizjnije Mnjovniki gebruikt voordat burgemeester Sobjanin op 2 april 2019 de naam per decreet veranderde in Karamysjevskaja. Op 8 december 2020 werd dit teruggedraaid toen de naam Karamysjevskaja werd toegekend aan het metrostation onder de Oelitsa Mnjovniki. De naam  Mnjovniki werd aanvankelijk toegewezen aan een station dat, volgens het besluit van 24 juni 2008, onder het kruispunt van de Zvenigorodskoje Sjosse en de Oelitsa Mnjovniki zou komen, als onderdeel van het baanvak  Delovoj Tsentr – Nizjnije Mnjovniki.
Op 12 februari 2011 werd dit station echter geschrapt wegens de ligging in een industriegebied.  In de zomer van 2012 werd het tracé voor het westelijke deel van de Grote Ringlijn tussen Koentsevskaja en Chorosjovskaja aangepast, waarbij het station werd verplaatst naar de huidige locatie en de opening voor december 2015 werd aangekondigd. 
Vervolgens verscheen het station onder de naam Nizjnije Mnjovniki op de plankaarten. In februari 2013 werd de bouw van het deeltraject goedgekeurd door de planningscommissie van de stad Moskou. 
In december 2014 stelde de leider van de “Nacht wolven”, Alexander Zaldostanov, aan burgemeester Sobjanin voor om het station Schiereiland Krim te noemen. 
Op 30 januari 2016 werd een ontwerpwedstrijd voor de twee stations op de glij-oever van de meander afgerond en werd gekozen voor het ontwerp van de Spaanse infrastructuur bouwer Bustren met twee zijperrons.
Het station ligt in een in 2016 nog onbebouwd gebied en in maart 2017 werd dan ook aangekondigd dat het in ruwbouw gebouwd kan worden om het als nooduitgang tussen de aangrenzende stations, die 7 kilometer van elkaar liggen, te gebruiken.  

## Ontwerp en inrichting
In juli werd begonnen met de uitwerking van het ontwerp van het station en werd het Spaanse concept meteen ter discussie gesteld. De hoofdarchitect van de stad Moskou, Sergej Koeznetsov, besliste in overleg met aannemer Mosinzjprojekt dat er een voor Moskou gebruikelijk eilandperron moest komen. Het gewijzigde ontwerp met eilandperron was gereed in april 2018 waarbij de rest van het ontwerp en de kleurstelling gehandhaafd bleven.  De inrichting van het station komt voort uit een landelijke wedstrijd die werd gewonnen door architectenbureau Timoer Basjkajev. Het belangrijkste materiaal is beton dat deels geverfd, deels met structuren is toegepast. De verdeelhallen en het perron zijn in het midden geaccentueerd met rode zuilen en vlakken. In het rode deel midden op het perron is een grote ronde kaart van het metronet geplaatst, terwijl aan het eind van het perron nissen met zitjes voor wachtenden zijn. Bovengronds zijn aan weerszijden voetgangersbruggen over de Moskva gepland. De brug aan de westkant biedt toegang tot het sportcomplex Krylatskoje, met een golfbaan en de Olympische roeibaan van de spelen van 1980. De brug aan de zuidoost kant moet het station met de noordkant van het Filjovski Park verbinden. Het toegangsgebouw zal ook dezelfde rode en grijze zuilen en vlakken krijgen als in het ondergrondse deel van het station. Ten zuiden van het station komen keer en opstelsporen waar ook klein onderhoud kan plaatsvinden. Het station fungeert tot de opening van het zuidwest kwadrant als westelijk eindpunt van lijn 11 waarbij de metro's op de keersporen zullen keren.

## Chronologie
- Maart 2017 Inschrijving opengesteld voor de aannemers voor de bouw van het station en de aangrenzende tunnels met de gunning in april.
- September 2017 nieuwe aanbestedingsprocedure met als voorwaarde dat de bouw en installatiewerkzaamheden in mei 2020 voltooid moeten zijn. De gunning volgde in oktober 2017.
- December 2017 Bouwrijpmaken en begin van het slaan van de damwand.
- Maart 2018 Damwand is voltooid en het uitgraven van de bouwput begint.
- April 2018 Uitwerking van het herziene ontwerp met eilandperron
- 4 mei 2018 De bouwput is voor de helft uitgegraven
- 6 juli 2018 De buitenwand van het station is gereed
- 30 juli 2018 De aanleg van de keer en opstelsporen begint
- 3 september 2018 Het boren van de 1873 meter lange buitenste tunnelbuis naar Narodnoje Opoltsjenje gaat van start.
- 26 september 2018 Het boren van de 1800 meter lange binnenste tunnelbuis naar Narodnoje Opoltsjenje gaat van start en wordt eind 2019 voltooid.
- 20 mei 2019 De buitenste tunnelbuis naar Narodnoje Opoltsjenje is voltooid.
- 9 september – 18 december 2019 Aanleg van de dubbelsporige tunnel tussen de twee stations op de meander.
- 1 april 2021 Opening van het station door burgemeester Sobjanin